# Museu da Ciência e da Técnica da Catalunha
O Museu da Ciência e da Técnica da Catalunha (conhecido como mNACTEC) é uma instituição museológica que depende do Departamento de Cultura da Generalitat da Catalunha.  Parte de um dos três museus nacionais da comunidade, seu intuito é gerar conhecimento por conteúdos tecnológicos industriais e conservar os estudos científicos realizados.
O mNACTEC também tem três outras sedes: Farga Palau de Ripoll, Museu do Cimento Asland de Castellar de n’Hug e o Museu da Colonia Sedó Esparreguera.
O lugar - feito pelo arquiteto Lluís Muncunill-  era, anteriormente, uma fábrica têxtil na Rambla d’Égara chamada de Vapor Aymerich, Amat e Jover. O museu foi construído a meio de 1907 e 1908 e é apontado como um dos maiores modelos de arquitetura industrial modernista do território catalão.

## História
O atual Museu da Ciência e Técnica da Catalunha fica localizado na Rambla d’Égara e anteriormente dava espaço para uma fábrica de produtos têxteis chamada Vapor Aymerich, Amat e Jover, criada em 1907 e 1908. Feito pelo arquiteto Lluís Muncunill, a denominação de vapor vem pelo fato de utilizarem máquina com motor a vapor como força.
O ambiente possui um depósito de 11 mil m², com três espaços destinados a acolher trens, oficina de eletricidade, máquina a vapor; possui também um pátio, uma chaminé com 42 metros de estatura e, por último, um prédio repleto de escritórios.
No final do século, 1937, começou a vontade de criar um museu de tecnologia na Catalunha. O órgão governamental da Segunda República Espanhola, Generalitat Republicana, vendo o desejo, requereu um pedido judicial para criar o Museu.
Diante da Guerra Civil e a ditadura que se instalou em Catalão, o projeto ficou deslembrado até os anos setenta. Alguns anos depois, a Associação de Engenheiros da Catalunha trouxe de volta o projeto e formou uma associação para juntar materiais o suficiente para criar o lugar e transforma-lo em patrimônio cultural.
O prédio foi criado em 1908 por três espaços industriais e recebia processos de produção de lã que, na época, eram inovação no ramo. Em 1920, a fábrica mudou-se para o município espanhol, Fígols, e o espaço ficou para outras empresas da região.
Após enfrentar a inundação de Terassa, a empresa foi refeita e em 1983, o setor de cultura da Generalitat de Catalunya comprou o grande edifício modernista da antiga fábrica têxtil "Aymerich, Amat y Jover" (1909), situada em pleno centro de Terrassa e converteu-o no edifício principal do Museu.
Os objetivos principais do Museu, no momento da sua criação, eram os de difundir e dar a conhecer o processo de industrialização catalã, com as consequências econômicas e sociais que este processo provocou.
Em 2 de novembro de 1990, a Lei dos Museus declarou o lugar como museu nacional e estabeleceu-o como uma entidade independente.

## Acervo
O museu possui em torno de 20.000 objetos com fins técnicos industriais e científicos. Grande parte de seu acervo é feito diretamente na Catalunha, porém, também são aceitos materiais que obtiveram uma grande repercussão e afetaram diretamente a população.
Os antigos objetos usados dentro da fábrica têxtil -anterior a criação do Museu- são conservados, e atualmente, um dos motivos de maior movimentação do lugar.
Porém, apesar da quantidade de objetos presentes nas exposições, isto representa uma pequena parte do acervo do Museu. 90% das peças - que equivalem aproximadamente 18.000- estão em estado de preservação em uma sala no mNACTEC.
A sala que abriga as peças tem, em torno de, 7.000m² e três salas. Duas como reserva no Museu de Terrassa, e outro cômodo presente em um depósito industrial em La Segarra, região da Catalunha.
Dentro das 18.000 peças internas do Museu, 17 mil residem no dois cômodos e no terceiro lugar, 1.000 objetos, dentro eles, peças como máquinas com motor a vapor, têxteis, hidrelétricas e de transporte.

## Exposições fixas
Apesar de possuir exposições itinerantes, algumas são fixas dentro do Museu. Podemos citar, por exemplo:
- “A fábrica Têxtil”: a exposição leva o espectador durante todo o procedimento de confecção dos produtos de lã, porém, com recursos de uma fábrica de 1900.[9]
- “Energia”: Uma experiência em que conhecemos como grandes objetos são influenciados através da energia, sua importância no decorrer da humanidade e diferentes tipos de geradores de energia.[10]
- “LHS: Explorando as origens do Universo”: Explica a teoria física da junção de partículas para a formação do planeta terra e aproxima ela de experimentos feitos atualmente no mundo.
- “O enigma do computador”: Mostra uma das maiores coleções -do Mundo e da Catalunha- de computadores. Também fazendo uma reflexão sobre o desenvolvimento tecnológico e a mente humana que possibilitou isso.[11]
- “Tudo é Química”: Mostra como que os estudos da Química influenciaram diretamente na nossa vida rotineira.[12]
- “O Transporte”: Uma coleção de objetos ligadas ao transporte, passando pelo começo da criação do carro, até atualmente.[10]
- “Viva Montesa”: Uma passagem pela história da marca catalã Montesa, ao longo de dois motores, 67 motocicletas e três bicicletas.[13]
- “Homo Faber”: Conta sobre a história das revoluções intelectuais e das evolução tecnológicas vindas disso.[1]
- “O Corpo Humano. Como estou?”: Conta características do corpo humano, explicando cada função e parte dele, de forma interativa.[14]
- “Lluís Muncunill, arquitetura para a indústria”: Exposição que conta um pouco da construção do lugar onde se situa o Museu e dos trabalhos feitos pelo arquiteto criador, Lluís Muncunill.[9]
- “Mina Pública de Águas de Terrassa: A batida da cidade industrial”: Conta, através de aspectos industriais e tecnológicos, a chegada da água na cidade no nordeste da Espanha, Terrassa.[15]